# Corr na Móna
Corr na Móna (en anglès Cornamona) és una vila d'Irlanda, a la Gaeltacht del nord de Conamara, al comtat de Galway, a la província de Connacht.
La vila es troba al nord del Lough Corrib entre el país de Joyce i els districtes dels Llacs. És força popular entre els pescadors de truita i salmó i és una de les àrees més pintoresques d'Irlanda.
El límit est de l'àrea el marquen les vores del llac Corrib mentre que el límit oest el marxa els altiplans d'An Mám. A la zona hi viu el Teachta Dála Éamon Ó Cuív. També hi ha una escola secundària en irlandès, Coláiste Naomh Feichín, Corr na Móna.